# Soldier (Iowa)
Pour les articles homonymes, voir Soldier.
Soldier est une ville du comté de Monona, en Iowa, aux États-Unis. Elle est  incorporée le 1er avril 1901. Elle est située à proximité de la rivière Soldier (en).

## Source de la traduction
- (en) Cet article est partiellement ou en totalité issu de l’article de Wikipédia en anglais intitulé « Soldier, Iowa » (voir la liste des auteurs).